# Roland Alibert de Falconnet
Roland Alibert né le 27 février 1917 à Paris et mort au combat le 17 mai 1944 à Casa Chiara de Liri, est un résistant français, tué à la tête de ses hommes du Bataillon de marche n° 11 pendant la campagne d'Italie. Il est compagnon de la Libération.

## Décorations
- Chevalier de la Légion d'honneur
- Compagnon de la Libération par décret du 29 décembre 1944
- Croix de guerre 1939–1945
- Médaille de la Résistance française
- Médaille coloniale avec agrafes "Érythrée", "Libye", "Tunisie"
- Médaille commémorative des services volontaires dans la France libre